# Lars Madsén
Lars Bertil Madsén, född 19 juni 1904 i Vänersborg, död 23 december 1974 i Tisselskog, var en svensk författare, regissör och reporter i radio och TV.

## Biografi
Lars Madsèn tog studentexamen vid Vänersborgs högre allmänna läroverk 1923 studerade Madsén vid Uppsala universitet, där han blev  fil. mag. 1932. Han kom till Radiotjänst 1933, rekryterad av radiochefen Carl Anders Dymling för att tjänstgöra som hallåman och amanuens vid radioteatern, och han blev kvar på radion i 36 år. Bland tidiga produktioner kan nämnas Familjen Björck och Optimisten och Pessimisten. Han blev även känd som landsbygdsskildrare och gjorde otaliga intervjuer ute i Sveriges bygder. Han fortsatte att arbeta med programverksamhet i både radio och TV även efter pensioneringen från radion 1969 och ägnade sig också åt målning, författarskap och föreläsningsverksamhet. Under en föreläsningsturné råkade han ut för en svår bilolycka, från vilken han inte återhämtade sig utan avled 1974. Madsén var som konstnär autodidakt. Hans konst består av motiv från Dalsland och Norrland, där han fångar människor i deras miljö på gamla gårdar, utförda i olja eller pastell. Han medverkade i ett stort antal samlingsutställningar runt om i landet samt med konstnärerna i Dalslands konstförening. Han var en av initiativtagarna till att Dalslands konstförening bildades. Han var far till skådespelaren Lena Madsén. Lars Madsén är representerad vid bland annat Vänersborgs museum.

## Filmografi i urval

### Regi
- 1936 – Familjen Björck (radioserie; 1936–1943)
- 1961 – Skånska slott
- 1967 – Vildmarksälven
- 1969 – Resa på Sardinien

### Manus
- 1948 – Stockholm i alla väder
- 1961 – Västergötland

## Radioteater

### Regi
| År   | Produktion                                   | Upphovsmän                  |
| ---- | -------------------------------------------- | --------------------------- |
| 1940 | En gammal symaskin                           | Moa Martinson               |
| 1942 | Marknadsafton!                               | Vilhelm Moberg              |
| 1944 | Auktion                                      | Josef Briné och Nils Ferlin |
| 1945 | Vanfrejd                                     | Sven Kjellegård             |
| 1948 | Kolar-Fredik                                 | Inge Johansson              |
| 1950 | Hillmans detektivbyrå: Alias Henry Grundt    | Folke Mellvig               |
| 1950 | Hillmans detektivbyrå: Melodimysteriet       | Folke Mellvig               |
| 1950 | Hillmans detektivbyrå: Naturlig död?         | Folke Mellvig               |
| 1950 | Hillmans detektivbyrå: Vattengraven          | Folke Mellvig               |
| 1950 | En blomma till Ida                           | Hans Hergin                 |
| 1950 | Anders och valfisken                         | Gunnar Falkås               |
| 1951 | Hillman & Son: Oskrivet blad                 | Folke Mellvig               |
| 1951 | Hillman & Son: Mord på löpande band          | Folke Mellvig               |
| 1951 | Hillman & Son: Matt med damen                | Folke Mellvig               |
| 1952 | Hillmans semester: Liten tuva...             | Folke Mellvig               |
| 1952 | Hillmans semester: Vatten över huvet         | Folke Mellvig               |
| 1952 | Hillmans semester: Som man ropar i skogen... | Folke Mellvig               |
| 1952 | Änkeman Jarl                                 | Vilhelm Moberg              |
| 1953 | Hillmans bästa: Naturlig död?                | Folke Mellvig               |
| 1953 | Hillmans bästa: Matt med damen               | Folke Mellvig               |
| 1953 | Hillmans bästa: Som man ropar i skogen...    | Folke Mellvig               |
| 1953 | Hillmans bästa: Vattengraven                 | Folke Mellvig               |
| 1954 | Auktion                                      | Josef Briné och Nils Ferlin |